# Queijo Alagoa
O queijo Alagoa ou queijo D'Alagoa é um tipo de queijo brasileiro produzido no sul do estado de Minas Gerais, na cidade de Alagoa e também nas cidades localizadas em suas proximidades.
Majoritariamente produzido de forma artesanal o Alagoa consiste em um queijo de massa dura, similar a um parmesão, mas com sabor diferenciado devido ao terroir das pastagens e às técnicas exclusivas utilizada em sua elaboração e maturação, a qual envolve produção em áreas de elevadas altitudes na Serra da Mantiqueira.
Este queijo já foi premiado em diversas competições internacionais tendo recorrentemente sido considerado um dos melhores queijos produzidos no Brasil.

## História
O início da produção do queijo Alagoa remonta à chegada de imigrantes italianos nas fazendas do alto da Mantiqueira, no início do século XX.  A presença de vastas pastagens na região de Alagoa chamou a atenção desses imigrantes. A combinação de geologia, altitude, solos, clima e espécimes vegetais endêmicas presentes em meio à pastagem deram ao leite da região características únicas, as quais diferenciavam as propriedades dos queijos produzidos pelos imigrantes usando técnicas inspiradas na produção do queijo italiano parmesão.
Atualmente mais de 130 pequenos produtores da região se dedicam à produção artesanal deste queijo de textura e sabor únicos, os quais podem ser encontrados em diversas feiras, mercados públicos e supermercados de grande parte do Brasil.

## Características
O queijo Alagoa consiste em um queijo de formato cilíndrico pesando tipicamente entre 500 a 600 gramas a unidade. Sua casca é mais dura e amarelada. Pode apresentar pequenas rachaduras na superfície, as quais se formam ao longo do processo de maturação.
Apresenta sabor similar ao de um bom parmesão, com leve picância e textura quebradiça. Quanto mais maturado mais eleva sua acidez, o que o deixa com sabor mais intenso e complexo. O sabor mais intenso decorrente de seu processo de maturação faz com que esses queijos normalmente sejam consumidos acompanhados de bebidas alcoólicas mais encorpadas.
Seu tempo de maturação é variável, indo desde 60 dias para as versões mais simples, podendo atingir anos em suas versões mais nobres.

### Terroir
Seu sabor único está vinculado à elevada altitude do local onde é produzido, ao pasto natural e de todo o aspecto climático dessa região em particular da serra da Mantiqueira.